# Quitasueño (República Dominicana)
Quitasueño es un distrito municipal de la República Dominicana, que está situado en la provincia de Sánchez Ramírez y que pertenece al municipio de Cotuí. En este distrito municipal se encuentra la Presa de Hatillo, una de la más grande del país, también cuenta con la Universidad Tecnológica del Cibao Oriental.

## Fundación
Quita Sueño es un distrito municipal que pertenece al municipio de Cotuí, provincia Sánchez Ramírez, fue instruída a esta categoría mediante la Ley n.º 218-05 para la fecha de 9 de mayo de 2005. Está integrado por las comunidades Las Cruces, La Estancia y Los Transformadores. El Distrito tiene una población con más de 3 mil habitantes En agosto de 2021 fue inaugurado el Palacio Municipal, con el 5% de los fondos mineros que administra el Consejo Provincial para la Administración de los Fondos Mineros Sánchez Ramírez (FOMISAR).

## Distritos municipales
Está formado por el distrito municipal de:
| Nombre     | Código   |
| ---------- | -------- |
| QuitaSueño | 02240102 |